# Cité de la mode et du design
O Cité de la mode et du design (Cidade da Moda e do Design) é um edifício localizado no local onde se encontra a antiga loja de departamentos no Quai d'Austerlitz, no 13.º arrondissement de Paris, França. Inicialmente prevista para o início de 2008, a sua inauguração ocorreu em 2010.
O IFM Paris (Institut français de la mode) está localizado no edifício desde 2008. O Art Ludique, um museu que expõe arte contemporânea em banda desenhada, manga, filmes, animação e videojogos, também estava localizado no edifício, mas deixou de existir em 2019.
Situada nas margens do Sena, entre a Gare d'Austerlitz e a Biblioteca Nacional de França, a Cité de la mode et du design, projetada pelos arquitetos Jakob + MacFarlane, é um dos mais importantes marcos contemporâneos de Paris, com a sua arquitetura arrojada.